# حفاظت از چشم‌گردهای تنبل

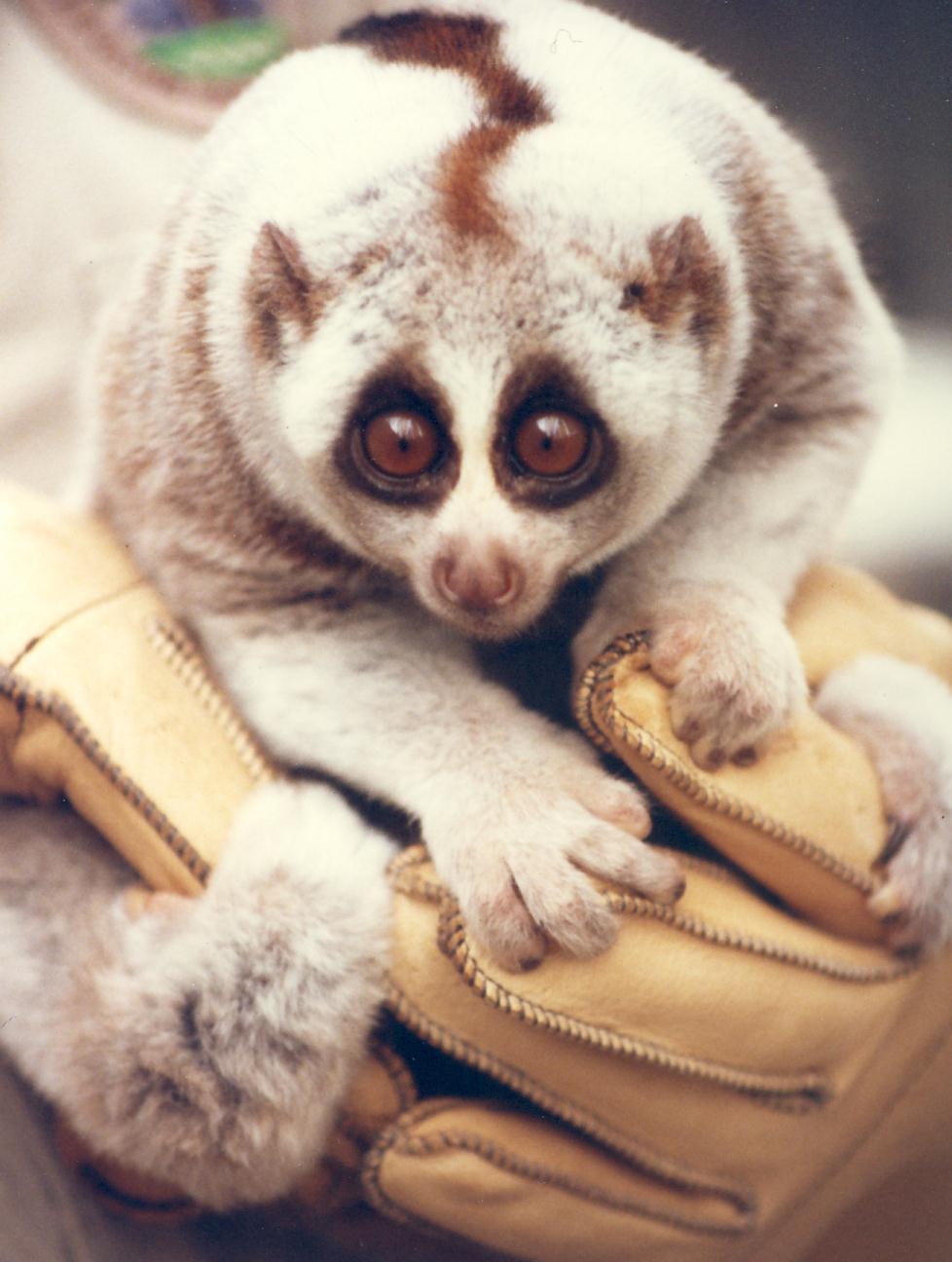
لوریس‌های کندرو، مانند این چشم‌گرد تنبل بنگال (Nycticebus) bengalensis) زمانی رایج تلقی می‌شدند، اما اکنون به عنوان گونه‌های در معرض خطر شناخته می‌شوند.

چشم‌گردهای تنبل، نخستی‌سانان شب‌زی از راسته خیس‌بینیان و از جنس Nycticebus هستند که در جنگل‌های بارانی جنوب و جنوب شرقی آسیا زندگی می‌کنند. آنها در معرض خطر از دست رفتن زیستگاه و گسستگی زیستگاه ناشی از جنگل‌زدایی، قطع انتخابی درختان و کشاورزی به روش بریدن و سوزاندن درختان، و همچنین جمع‌آوری و شکار برای تجارت حیات وحش، از جمله تجارت حیوانات خانگی بیگانه، و برای استفاده در طب سنتی و به عنوان گوشت شکار حیوانات وحشی هستند. به دلیل این موارد و سایر تهدیدها، هر پنج گونه چشم گردهای تنبل توسط اتحادیه بین‌المللی حفاظت از طبیعت (IUCN) در فهرست «آسیب‌پذیر» یا «در معرض خطر» قرار گرفته‌اند. وضعیت حفاظتی آنها در ابتدا در سال ۲۰۰۰ به دلیل بررسی‌های جمعیتی نادرست و فراوانی یافت شدن این نخستی‌سانان در بازارهای فروش حیوانات، در رده «کمترین نگرانی» قرار گرفت. به دلیل کاهش سریع جمعیت و انقراض‌های محلی، وضعیت آنها به‌روزرسانی شد و در سال ۲۰۰۷، کنوانسیون تجارت بین‌المللی گونه‌های در معرض خطر جانوران و گیاهان وحشی (CITES) آنها را به پیوست ۱ ارتقا داد که تجارت تجاری بین‌المللی را ممنوع می‌کند. قوانین محلی همچنین از لوریس‌های کندرو در برابر شکار و تجارت محافظت می‌کنند، اما در بیشتر مناطق اجرای این قوانین با کمبود مواجه است.
باورهای سنتی در مورد چشم‌گردهای تنبل حداقل برای چند صد سال بخشی از فولکور جنوب شرقی آسیا بوده‌اند. بقایای آنها در زیر خانه‌ها و جاده‌ها دفن می‌شود تا خوش‌شانسی بیاورد، و از هر قسمت از بدن آنها در طب سنتی برای تهیه محصولاتی از معجون عشق گرفته تا درمان‌های اثبات نشده برای سرطان، جذام، صرع و بیماری‌های مقاربتی استفاده می‌شود. کاربران اصلی این طب سنتی، زنان شهری و میانسال هستند که تمایلی به در نظر گرفتن گزینه‌های دیگر ندارند.
با وجود اینکه چشم‌گردهای تنبل حیوانات خانگی مناسبی نیستند و نگهداری از آن‌ها بسیار دشوار است – به‌ویژه به دلیل نیش سمی خطرناک‌شان و چرخه خواب معکوس نسبت به انسان – همچنان تعداد زیادی از آن‌ها به عنوان حیوان خانگی در بازارهای محلی و بین‌المللی خرید و فروش می‌شوند.
اگرچه واردات تجاری لوریس آهسته برای فروش ممنوع است، این حیوانات در محدودهٔ بومی خود، ژاپن و بخش‌هایی از اروپا به‌عنوان حیوانات خانگی ناز شناخته می‌شوند. علت اصلی این محبوبیت، ظاهر به‌ظاهر بامزه آن‌هاست که در ویدئوهای پربازدید در یوتیوب رواج یافته و تا حد زیادی ناشی از چشمان درشت و ظاهری کودک‌گونه آن‌هاست که حاصل سازگاری با زندگی شب‌زی می‌باشد. تاکنون صدها مورد قاچاق حیات وحش چشم گرد تنبل در فرودگاه‌ها کشف و ضبط شده‌اند، اما به دلیل اینکه این حیوانات به‌راحتی در وسایل پنهان می‌شوند، آمار کشفیات تنها بخش کوچکی از حجم واقعی قاچاق را نمایان می‌سازد. قاچاقچیان برای جذاب جلوه دادن این جانور برای کودکان، اقدام به کشیدن یا بریدن دندان‌های آن‌ها می‌کنند؛ عملی بی‌رحمانه که اغلب منجر به خونریزی شدید، عفونت، و مرگ جانور می‌شود. حیواناتی که دندان ندارند دیگر قادر به دفاع از خود در طبیعت نیستند و به همین دلیل توانایی بازگرداندن به زیستگاه طبیعی را از دست می‌دهند. افزون بر آن، بیشتر این حیوانات که در بازار حیوانات خانگی نگهداری می‌شوند، از مراقبت نادرست رنج می‌برند و به دلایل گوناگونی چون سوءتغذیه، استرس و عفونت جان خود را از دست می‌دهند. با وجود این واقعیت‌ها، تقاضا برای خرید این جانوران افزایش یافته و دیگر صید آن‌ها به‌صورت تصادفی انجام نمی‌شود، بلکه اکنون این گونه‌ها به‌شکل سازمان‌یافته و در مقیاس تجاری، عمدتاً با استفاده از چراغ‌قوه شکار می‌شوند – روشی که این حیوانات در برابر آن فرار نمی‌کنند.
مناطق حفاظت‌شده متصل برای حفاظت از چشم‌گردهای تنبل مهم هستند، زیرا این نخستی‌سانان برای پیمودن مسافت‌های طولانی روی زمین سازگار نیستند. آموزش مأموران اجرای قانون به بهبود شناسایی و آگاهی از حمایت قانونی آنها کمک می‌کند. پناهگاه‌ها و مراکز نجات برای ارائه مراقبت‌های موقت و مادام‌العمر برای چشم‌گردهای تنبل توقیف‌شده در دسترس هستند. جمعیت برخی از گونه‌های جانوری در باغ‌وحش‌ها زیاد تولید مثل نکرده‌اند و برای تولید مثل بیش از حد پیر شده‌اند، اگرچه چشم‌گرد تنبل کوتوله در برخی مراکز مانند باغ‌وحش سن دیگو وضعیت خوبی دارد.